# François-Louis de Méran
François-Louis Jean-Baptiste, comte de Méran, baron de Brandhofen, né le 11 mars 1839 à Vienne et est décédé le 27 mars 1891 à Opatija (Littoral), est un noble autrichien et l'ancêtre des comtes de Méran (de), une branche morganatique de la maison de Habsbourg-Lorraine. Officier dans l'Armée impériale autrichienne, il fut nommé membre héréditaire de la chambre des seigneurs du Conseil d'Empire en 1861 et Geheimer Rat en 1881.

## Famille

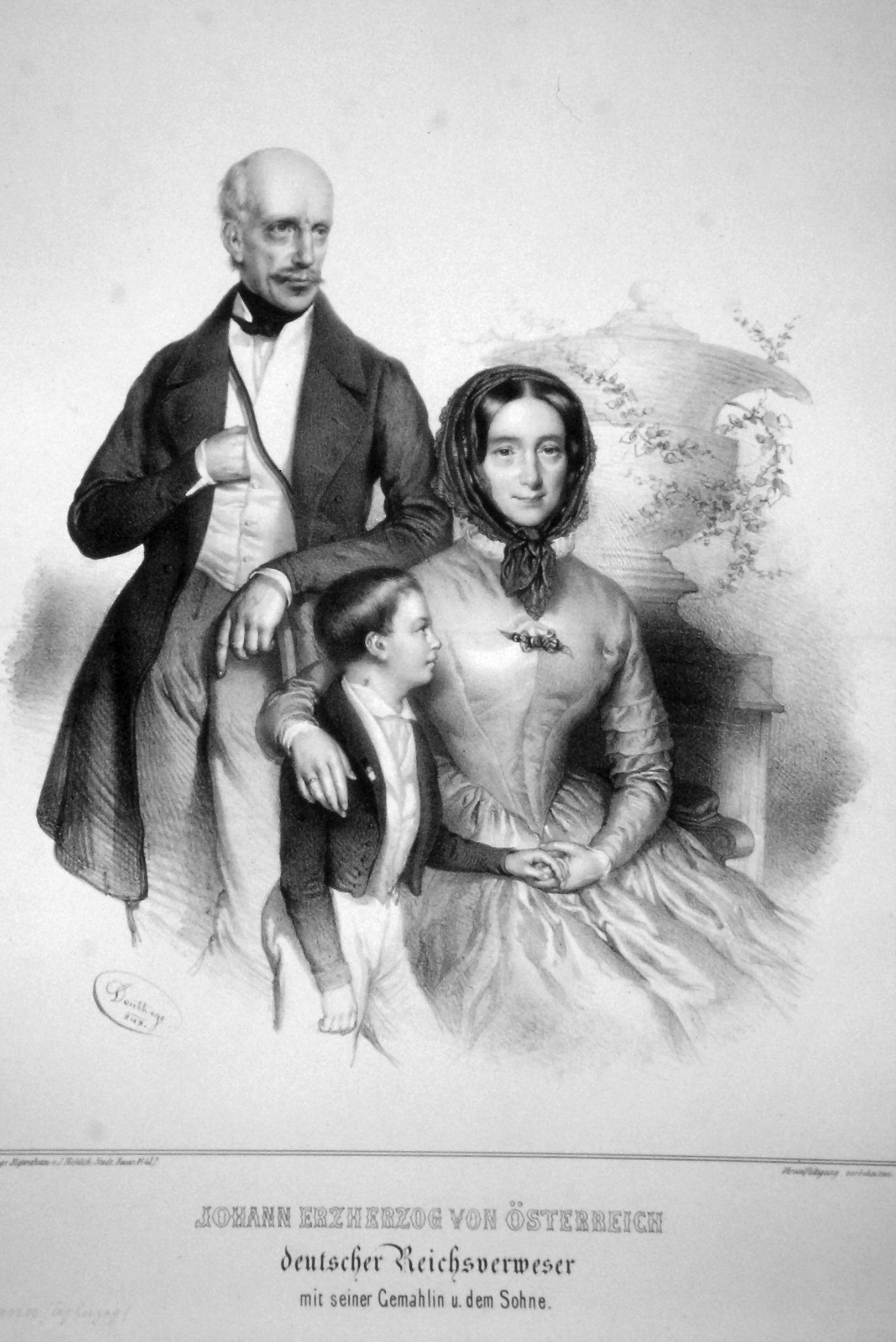
L'archiduc Jean-Baptiste avec son épouse Anne et leur fils François-Louis (lithographie, 1848).

François-Louis de Méran était le fils de l'archiduc Jean-Baptiste d'Autriche (1782–1859), frère cadet de l'empereur François Ier d'Autriche, et de son épouse morganatique Anne Plochl (1804–1885), fille d'un maître de poste, anoblie comtesse de Méran. Il était donc un petit-fils de l'empereur Léopold II et appartenait, en tant que tel, à l'une des branches de la maison de Habsbourg-Lorraine.
Au terme d'un long combat pour la reconnaissance de leur union, ses parents s'étaient mariés le 18 février 1829. Ce n'est qu'en 1833 que le mariage a été rendu officiel ; l'année suivante, Anna Plochl a été élevée au rang de baronne. François-Louis est le seul enfant né de l'union. Son père a réussi, avec l'assentiment du chancelier Metternich, de lui conférer le titre de « comte de Méran » le 30 décembre 1845. Sa mère n'a reçu le titre de comtesse que cinq ans plus tard.

## Mariage et descendance
François-Louis de Méran épousa en 1862 Thérèse (1836-1913), fille du comte François-Philippe de Lamberg, avec laquelle il eut sept enfants :
- Anne-Marie de Méran (1864-1935), qui épousa, en 1892, Alphonse Stefenelli de Prenterhof et Hohenmau, puis se remaria, en 1896, à Jean de Radey ;
- Marie de Méran (1865-1933) ;
- Jean-Stéphane de Méran (1867-1947) ;
- François Pierre de Méran (1868-1949), qui épousa, en 1902, Marie-Jeanne de Liechtenstein ;
- Caroline de Méran (1870-1944), qui épousa, en 1893, Henri de Doblhoff-Dier ;
- Rodolphe de Méran (1872-1959), comte de Méran, qui épousa, en 1917, Jeanne d'Auersperg ;
- Albert Jean de Méran (1874-1928)[2].

Parmi ses descendants, on retrouve notamment le chef d'orchestre Nikolaus Harnoncourt et l'ancien ministre Karl-Theodor zu Guttenberg.

## Distinctions

Collier de l'ordre de la Toison d'or.

En 1868, il devint chevalier de l'ordre de la Toison d'or.